# Maoripria masneri
Maoripria masneri är en stekelart som beskrevs av Naumann 1988. Maoripria masneri ingår i släktet Maoripria och familjen hyllhornsteklar. Inga underarter finns listade i Catalogue of Life.